# Vaccine

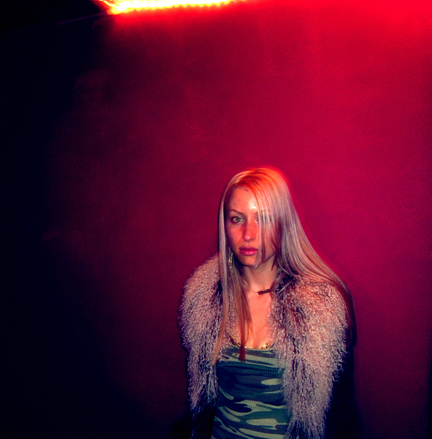
Christine Clements aka Vaccine

Vaccine, de artiestennaam van Christine Clements (Del Mar (Californië), 26 december 1979 – 22 augustus 2023), was een Amerikaanse dubstepproducer. Ze was de eerste vrouwelijke dubstepproducer die een platencontract tekende, namelijk bij Hotflush Recordings.
Haar stijl onderscheidde zich van die van haar mannelijke collega's door een ambientachtige sfeer en galmende zang.
Vaccine overleed op 43-jarige leeftijd.